# Miodentosaurus
Miodentosaurus – rodzaj zauropsydów, do którego zaliczany jest:
- Miodentosaurus brevis Cheng et al., 2007

Żył w późnym triasie (karnik) na obszarze dzisiejszych Chin.